# IronPython
IronPython – dynamiczny język programowania napisany w języku C# i stworzony na platformie programistycznej .NET Framework 2.0. Jest to pełnoprawna implementacja języka Python stworzona na bazie specyfikacji Common Language Infrastructure (CLI) i wykonywana pod kontrolą środowiska uruchomieniowego Common Language Runtime (CLR). Jego twórcą jest Jim Hugunin, który jest również twórcą implementacji Jython, napisanej w języku Java i uruchamianej pod kontrolą maszyny wirtualnej Javy.
Do najważniejszych cech implementacji IronPython należy zaliczyć jej pełną integrację z platformą .NET Framework, co wiąże się z możliwością wykorzystania olbrzymiej ilości standardowych i zewnętrznych bibliotek stworzonych dla tej platformy, przy zachowaniu pełnej zgodności z samym językiem Python. Implementacja ta odznacza się dodatkowo doskonałą wydajnością oraz posiada zaimplementowaną w kodzie zarządzanym większą część bibliotek standardowych dostarczanych wraz z językiem Python. IronPython posiada również wsparcie w sztandarowym środowisku programistycznym firmy Microsoft, czyli Visual Studio. Implementację IronPython można wykorzystywać również, tworząc rozwiązania w technologii internetowej Silverlight.
Rozwój implementacji IronPython przyczynił się do powstania uniwersalnego środowiska uruchomieniowego dla dynamicznych języków programowania o nazwie Dynamic Language Runtime (DLR), który stał się zarówno integralną częścią platformy .NET Framework 4.0, jak i samodzielnym, otwartym dla społeczności, projektem typu Open Source. Innym znanym projektem stworzonym na bazie środowiska DLR jest IronRuby, będący implementacja języka Ruby.

## IronPython – przykłady integracji z platformą .NET Framework
Poniższe przykłady ilustruję specyficzne dla implementacji IronPython przykłady użycia języka.

### Rozszerzanie funkcjonalności języka
W implementacji IronPython, własne metody, klasy, czy komponenty tworzy się tak samo łatwo jak w każdym innym, wspieranym przez tę platformę, języku programowania. Innymi słowy, każdy komponent stworzony np. w języku C# da się wykorzystać z poziomu języka IronPython bez najmniejszego problemu, a w dodatku bez żadnych dodatkowych warstw pośredniczących, czy konwersji typów danych, co ma bardzo pozytywny wpływ na wydajność i łatwość ich tworzenia.
Kod prostego komponentu w języku C#:
```
using
 
System
;

namespace
 
CSharpLib

{

    
public
 
class
 
SampleClass

    
{

        
public
 
string
 
SayHello
(
string
 
name
)

        
{

            
return
 
String
.
Format
(
"Hello, {0}!"
,
 
name
);

        
}

    
}

}

```

Przykład użycia powyższego komponentu z poziomu języka IronPython:
```
import
 
clr

clr
.
AddReference
(
"CSharpLib.dll"
)

from
 
CSharpLib
 
import
 
SampleClass

sc
 
=
 
SampleClass
()

print
 
sc
.
SayHello
(
"IronPython"
)

```

### Wykorzystanie bibliotek standardowych platformy .NET
IronPython umożliwia łatwe wykorzystanie bibliotek standardowych dostarczanych wraz z platformą programistyczną .NET Framework.
Przykład:
```
import
 
clr

clr
.
AddReference
(
'System.Windows.Forms'
)

from
 
System.Windows.Forms
 
import
 
(
Application
,
 
Form
)

form
 
=
 
Form
(
 
Text
 
=
 
'Hello, Windows Forms!'
 
)

Application
.
Run
(
form
)

```

### Osadzanie języka IronPython
Implementacja IronPython dostarcza również wiele mechanizmów umożliwiających osadzanie i wykonywanie tego języka we własnych programach i aplikacjach.
Przykład:
```
using
 
IronPython.Hosting
;

namespace
 
PythonHostingSamples

{

    
class
 
Program

    
{

        
static
 
void
 
Main
(
string
[]
 
args
)

        
{

            
var
 
engine
 
=
 
Python
.
CreateEngine
();

            
engine
.
CreateScriptSourceFromString
(
"print 'hello IronPython'"
).
 
Execute
();

        
}

    
}

}

```